# Антон Јанежић
Антон Јанежић (словен. Anton Janežič; Лесах, 19. децембар 1828 — Клагенфурт, 18. септембар 1869) био је словеначки лингвиста, филолог, аутор, уредник, историчар књижевности и критичар.

## Биографија
Рођен је 19. децембра 1828. у сељачкој породици, у Лесаху (словен. Leše), Аустрији. Похађао је гимназију у Клагенфурту. Године 1848, када је словенски језик уведен у школу, Јанежић је био запослен као професор словеначког у лицеју. Године 1851. почео је са студијама лингвистике и словенске филологије на Универзитету у Бечу под надзором Франца Миклошича. Године 1854. вратио се у Клагенфурт, где је наставио да предаје словеначки, немачки и историју у лицеју све до 1866. када је поднео оставку због болести. Умро је три године касније у Клагенфурту, где је и сахрањен. Поново је сахрањен 1870-их у својој локалној парохији Светог Јакоба.

## Рад
У јавни живот ушао је после револуције 1848—1849, када је постао блиски сарадник аутора програма Уједињене Словеније. Године 1851. почео је да саставља немачко-словенски речник, заснован на делу Освалда Гутсмана, Јернеја Копитара и Урбана Јарника, довршавајући га 1854. године по савету Франца Миклошича и Франца Серафина Метелка. Исте године објавио је и граматику словеначког језика која се користила у школама до двадесетих година 20. века.
Године 1850. покренуо је књижевни часопис Slovenska bčela који је објављивао дела значајних савремених словенских аутора, попут Јосипине Турнограјске, Франа Левстика, Јанеза Трдина и Андреја Ајншпилера. Године 1858. часопис је спојио са Vaje, Симона Јенка, Валентина Зарника, и Јанеза Менцингера, како би формирали часопис Slovenski glasnik који је привукао сарадњу многих значајних аутора, укључујући Франа Ерјавеца и Јосипа Јурчића. Између 1861. и 1868. године часопис је објавио и збирку књига Cvetje iz domačih in tujih logov која је издала неколико важних књига словеначких аутора и преводе класичара попут Софокла, Платона, Вергилија, Андерсена, Љермонтова и других. По пензионисању 1866. године, уредништво препушта Јосипу Стритару.
Године 1851. основао је друштво Хермагорас, најстарију словеначку издавачку кућу, заједно са Андрејем Ајншпилером и Антоном Мартином Сломшеком. Поред тога, сарађивао је са Антоном Мартином Сломшеком у очувању народних традиција Словенаца у Корушкој и Штајерској. Такође је први омогућио комплетан превод Фрајзингових рукописа, најстаријег документа на словеначком и првог записа римског писма било ког словенског језика, на савремени словеначки језик.